# موریس دیل
موریس دیل (انگلیسی: Maurice Dalé؛ زادهٔ ۱۲ ژوئیهٔ ۱۹۸۵) بازیکن فوتبال اهل فرانسه است.
از باشگاه‌هایی که در آن بازی کرده‌است می‌توان به باشگاه فوتبال نانسی، باشگاه فوتبال اوسر، و باشگاه فوتبال نانت اشاره کرد.